# Копер (община)
Община Копер (словен. Mestna občina Koper) — одна з общин в західній Словенії. Адміністративним центром є Копер.

## Характеристика
Община Копер — одна з 11 міських общин в Словенії. Вона є двомовною, у зв'язку з присутністю членів італійської меншини. Природні умови сприяють розвитку туризму, транспорту і вирощуванню певних культур в сільському господарстві.

## Населення
У 2010 році в общині проживало 52548 осіб, 26165 чоловіків і 26383 жінок. Чисельність економічно активного населення (за місцем проживання), 22590 осіб. Середня щомісячна чиста заробітна плата одного працівника (EUR), 994,80 (в середньому по Словенії 966.62). Приблизно кожен другий житель у громаді має автомобіль (57 автомобіля на 100 жителів). Середній вік жителів склав 42,4 років (в середньому по Словенії 41.6). 